# Ashmunella pasonis
Ashmunella pasonis é uma espécie de gastrópode  da família Polygyridae.
É endémica dos Estados Unidos da América.